# Pierce (Nebraska)
Pierce és una població dels Estats Units a l'estat de Nebraska. Segons el cens del 2000 tenia 1.774 habitants.

## Demografia
Segons el cens del 2000, Pierce tenia 1.774 habitants, 682 habitatges, i 465 famílies. La densitat de població era de 778,3 habitants per km².
Dels 682 habitatges en un 35% hi vivien nens de menys de 18 anys, en un 58,1% hi vivien parelles casades, en un 7,5% dones solteres, i en un 31,7% no eren unitats familiars. En el 29,5% dels habitatges hi vivien persones soles el 17,4% de les quals corresponia a persones de 65 anys o més que vivien soles. El nombre mitjà de persones vivint en cada habitatge era de 2,5 i el nombre mitjà de persones que vivien en cada família era de 3,12.
Per edats la població es repartia de la següent manera: un 28,2% tenia menys de 18 anys, un 8,3% entre 18 i 24, un 25,4% entre 25 i 44, un 18,1% de 45 a 60 i un 20,1% 65 anys o més.
L'edat mediana era de 38 anys. Per cada 100 dones de 18 o més anys hi havia 87,6 homes.
La renda mediana per habitatge era de 35.288 $ i la renda mediana per família de 43.068 $. Els homes tenien una renda mediana de 27.436 $ mentre que les dones 21.034 $. La renda per capita de la població era de 15.702 $. Aproximadament el 6,7% de les famílies i el 8,6% de la població estaven per davall del llindar de pobresa.

## Poblacions més properes
El següent diagrama mostra les poblacions més properes.